# Ford (Sussex de l'Ouest)
Pour les articles homonymes, voir Ford (homonymie).
Ford est un village et une paroisse civile anglaise situé dans le district d'Arun dans le comté du Sussex de l'Ouest. En 2011, sa population était de 1 690 habitants.

## Traduction
- (en) Cet article est partiellement ou en totalité issu de l’article de Wikipédia en anglais intitulé « Ford, West Sussex » (voir la liste des auteurs).